# Поливачът
„Поливачът“ (на френски: L'arroseur) е френски късометражна няма комедия от 1896 година, заснет от продуцента и режисьор Жорж Мелиес като преработка на Полетият поливач на братята Люмиер. Кадри от филма не са достигнали до наши дни и той се смята за изгубен.

## Сюжет
Хулиганът настъпва маркуча на поливача. Поливачът, учуден се вглежда в края на маркуча и в този момент хулиганът отпуска крака си. Потеклата отново вода облива поливача. Ядосан, той полива хулигана с вода и последният се спасява с бягство.

## В ролите
- Жорж Мелиес
- Жилмутро Шонс